# Famille Alidosio
 (juillet 2024).
La famille Alidosio est une famille patricienne de Venise, qui auparavant domine la ville d'Imola.

## Historique
Elle est accréditée à la noblesse de Venise en 1398, et s'éteignit avec un Mariano, prêtre de San Stefano en 1630.

## Armes

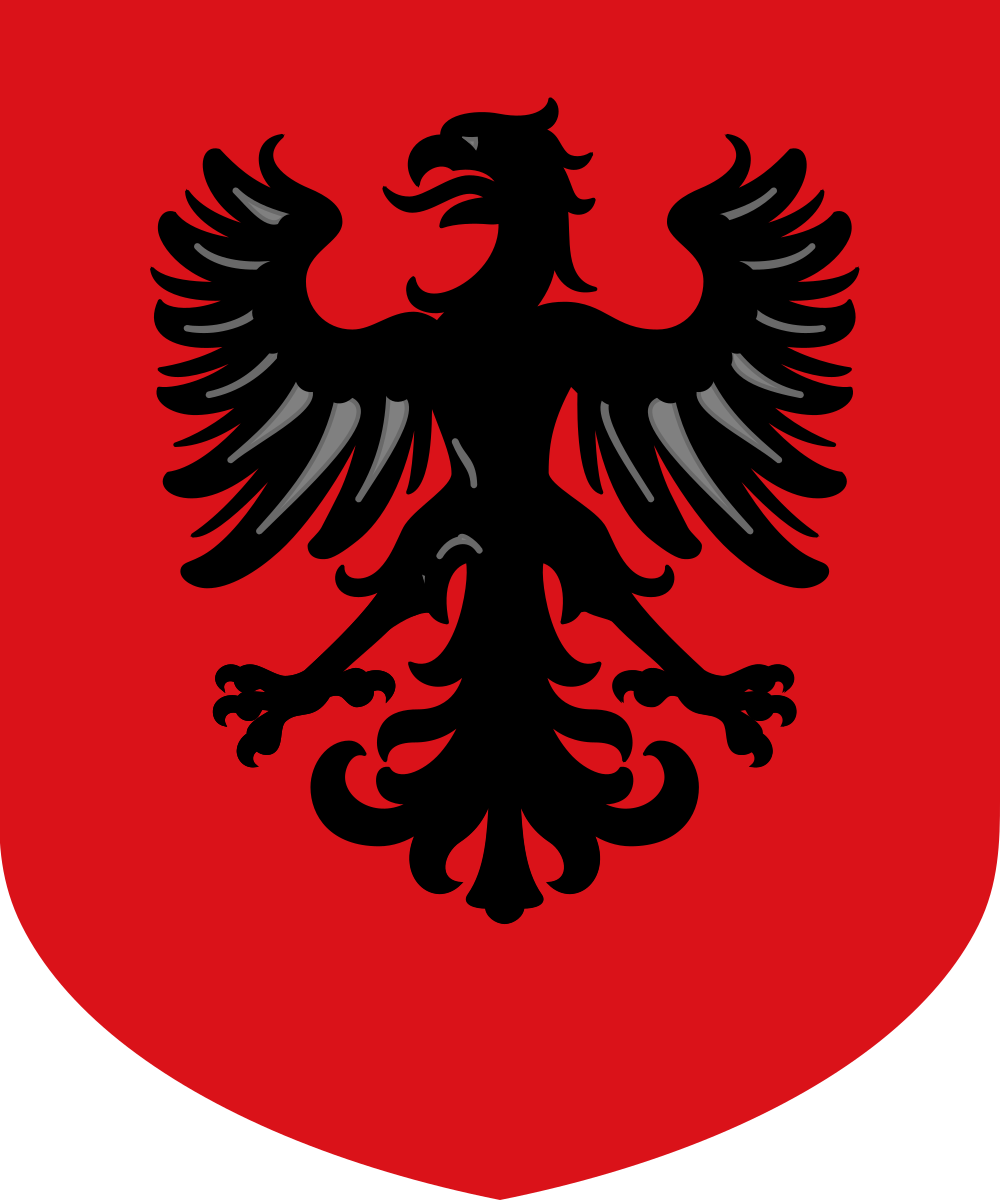
Armes des Alidosio de Venise

Les armes des Alidosio de Venise sont de gueules à l'aigle de sable, tandis que celles des Alidosio de Imola sont d'or à l'aigle de sinople.